# 葡萄牙国防部
葡萄牙国防部（葡萄牙語：Ministério da Defesa Nacional）是葡萄牙政府组成部门之一，负责葡萄牙的军事事务。国防部设立于1950年，总部位于里斯本。